# غوستاف ألبرت بيتر
غوستاف ألبرت بيتر (بالإنجليزية: Gustav Albert Peter)‏ (و. 1853 – 1937 م) هو عالم نبات من ألمانيا . ولد في غوسيف .
توفي في جوتنجن ، عن عمر يناهز 84 عاماً.